# RedOne
Nadir Khayat (Tetuán; 9 de abril de 1972), más conocido por su nombre artístico RedOne, es un cantante, compositor y productor discográfico marroquí-sueco. Nacido en Marruecos, a los 19 años de edad se trasladó a Suecia para desarrollar su carrera como músico gracias a la gran industria musical en el país.
Tras producir canciones como "Just Dance", "Poker Face", "On the Floor", "Bad Romance", "Judas", "Dance Again" y "Starships", se le ha atribuido parte del éxito alcanzado por Lady Gaga. Ha trabajado con artistas de la talla de Jennifer López, Paulina Rubio, Mylène Farmer, RBD, Now United, Enrique Iglesias, Nicki Minaj, Marina Diamandis, Pitbull  y Porcelain Black, produciendo canciones como "On the Floor", "I Like It", "Boys Will Be Boys", Mannequin Factory y "Rain Over Me". El 25 de mayo de 2014 fue presentado en el Estadio Santiago Bernabéu el Himno conmemorativo de la consecución de la histórica Décima Champions League o Copa de Europa por el Real Madrid C. F. con el nombre de 'Luna Nueva (Hala Madrid y nada más)', cantado por la plantilla de jugadores que materializó la gesta y obra del artista con letra de Manuel Jabois. La incursión de RedOne en el mundo del fútbol no termina aquí, pues es el compositor del himno del equipo de su ciudad natal, el Mogreb Atlético Tetuán.
RedOne opera su propia compañía discográfica llamada '2101 Records' en conjunto con Universal International Music, que a su vez es una unidad administrativa de Universal Music Group.
En 2010 ganó dos Premios Grammy y tres Brit Awards. Él también está decorado con el "Oissam del mérito intelectual" por Mohammed VI con motivo del Día del trono en julio de 2011, una de las distinciones más altas en su tierra natal.
En octubre del 2017 RedOne sacó su tercer éxito Boom Boom con Daddy Yankee, French Montana y Dinah Jane. El video tuvo más de 25 millones de vistas en solo 24 horas.

## Vida y carrera

### Primeros años
Nacido con el nombre de Nadir Khayat en Tetuán, Marruecos, al cumplir 19 años viaja a Suecia para iniciar su carrera musical. Eligió el país escandinavo porque, según él mismo afirma, "había demasiada música de buena calidad viniendo de allí". Considera a ABBA, Europe y Roxette grupos musicales de gran influencia en la creación de sus obras.
Inicialmente, lanzó su carrera como cantante y tocando la guitarra en varias bandas locales de rock, pero en 1995 decide cambiar de rumbo, produciendo y escribiendo canciones para otros artistas. Rami Yacoub tuvo un papel importante en este cambio, enseñándole el manejo y la programación del software musical necesario y colaborando en su creación artística. Posteriormente, RedOne empieza a trabajar en el mundo del pop europeo en solitario, cosechando grandes éxitos.

## Discografía
La siguiente lista son las canciones producidas, coproducidas y los remixes de RedOne.
| Año  | Artista          | Canción                             | Álbum              |
| ---- | ---------------- | ----------------------------------- | ------------------ |
| 1998 | Popsie           | "Funky"                             | Popsie             |
| 1998 | Popsie           | "Joyful Life"                       | Popsie             |
| 2001 | A*Teens          | "...To the Music"                   | Teen Spirit        |
| 2002 | A*Teens          | "Slam"                              | Pop 'Til You Drop  |
| 2002 | A*Teens          | "Singled Out"                       | Pop 'Til You Drop  |
| 2004 | Christina Milian | "L.O.V.E. (Remix feat. Joe Budden)" | It's About Time    |
| 2004 | Daniel Lindström | "Break Free"                        | Daniel Lindström   |
| 2004 | Daniel Lindström | "My Love Won't Let You Down"        | Daniel Lindström   |
| 2005 | Carl Henry       | "I Wish"                            | I Wish             |
| 2005 | Carl Henry       | "Little Mama"                       | I Wish             |
| 2005 | Ch!pz            | "Rhythm Of The World"               | The World of Ch!pz |
| 2005 | Darin            | "I Can See U Girl"                  | The Anthem         |
| 2005 | Darin            | "Encore, Otra Vez, One More Time"   | The Anthem         |
| 2005 | Darin            | "What Is Love"                      | The Anthem         |
| 2005 | Darin            | "Move"                              | Darin              |
| 2005 | Darin            | "Step Up"                           | Darin              |
| 2005 | Darin            | "Laura"                             | Darin              |
| 2005 | Darin            | "B What U Wanna B"                  | Darin              |
| 2005 | Darin            | "U Don't Hear Me"                   | Darin              |
| 2006 | Ola              | "Cops Come Knocking"                | Given to Fly       |
| 2006 | Ola              | "Go go Sweden"                      | Given to Fly       |
| 2006 | RBD              | "Wanna play"                        | Rebels             |
| 2006 | RBD              | "Cariño mio"                        | Rebels             |

### 2007
| Artista           | Canción                             | Álbum      |
| ----------------- | ----------------------------------- | ---------- |
| EliZe             | "Itsy Bitsy Spider (Album Version)" | In Control |
| Kat DeLuna        | "9 Lives"                           | 9 Lives    |
| Kat DeLuna        | "Run The Show"                      | 9 Lives    |
| Kat DeLuna        | "Am I Dreaming"                     | 9 Lives    |
| Kat DeLuna        | "Whine Up"                          | 9 Lives    |
| Kat DeLuna        | "Feel What I Feel"                  | 9 Lives    |
| Kat DeLuna        | "Love Me, Leave Me"                 | 9 Lives    |
| Kat DeLuna        | "In The End"                        | 9 Lives    |
| Kat DeLuna        | "Love Confusion"                    | 9 Lives    |
| Kat DeLuna        | "Animal"                            | 9 Lives    |
| Kat DeLuna        | "Be Remembered"                     | 9 Lives    |
| Kat DeLuna        | "Enjoy Saying Goodbye"              | 9 Lives    |
| Kat DeLuna        | "Como un Sueño"                     | 9 Lives    |
| Kat DeLuna        | "How We Roll"                       | 9 Lives    |
| Kat DeLuna        | "You Are Only Mine"                 | 9 Lives    |
| Lexington Bridge  | "Alisha"                            | The Vibe   |
| The Cheetah Girls | "Crash"                             | TCG        |

### 2008
| Artista               | Tracks                 | Álbum                     |
| --------------------- | ---------------------- | ------------------------- |
| Akon                  | "Against the Grain"    | Freedom                   |
| Akon                  | "Sunny Day"            | Freedom                   |
| Brandy                | "True"                 | Human                     |
| Darin                 | "Breathing Your Love"  | Flashback                 |
| Darin                 | "Dance"                | Flashback                 |
| Darin                 | "Girl Next Door"       | Flashback                 |
| Darin                 | "See U at the Club"    | Flashback                 |
| Darin                 | "Brought Me Back"      | Flashback                 |
| Enrique Iglesias      | "Takin' Back My Love"  | Greatest Hits             |
| Izzy BY               | "Comment je te baisse" | BXL Till I Die            |
| Lady Gaga             | "Just Dance"           | The Fame                  |
| Lady Gaga             | "LoveGame"             | The Fame                  |
| Lady Gaga             | "Poker Face"           | The Fame                  |
| Lady Gaga             | "Money Honey"          | The Fame                  |
| Lady Gaga             | "Boys Boys Boys"       | The Fame                  |
| Lady Gaga             | "Paper Gangsta"        | The Fame                  |
| New Kids on the Block | "Big Girl Now"         | The Block                 |
| New Kids on the Block | "Dirty Dancing"        | The Block                 |
| New Kids on the Block | "Sexify My Love"       | The Block                 |
| New Kids on the Block | "Full Service"         | The Block                 |
| New Kids on the Block | "Put It on My Tab"     | The Block                 |
| New Kids on the Block | "Looking Like Danger"  | The Block                 |
| Pitbull               | "Mi Alma Se Muere "    | Chosen Few III Soundtrack |
| Tiffany Evans         | "Again"                | Tiffany Evans             |

### 2009
| Artista         | Canción                        | Álbum                                  |
| --------------- | ------------------------------ | -------------------------------------- |
| Alexandra Burke | "The Silence"                  | Overcome                               |
| Alexandra Burke | "Broken Heels"                 | Overcome                               |
| Alexandra Burke | "Dumb"                         | Overcome                               |
| Backstreet Boys | "Straight Through My Heart"    | This Is Us                             |
| Backstreet Boys | "All Of Your Life (Need Love)" | This Is Us                             |
| Cinema Bizarre  | "I Came 2 Party"               | ToyZ                                   |
| Flipsyde        | "When It Was Good"             | State of Survival                      |
| Flipsyde        | "A Change"                     | State of Survival                      |
| Flipsyde        | "Green Light"                  | State of Survival                      |
| Jada            | "American Cowboy"              | TBD                                    |
| Lady Gaga       | "Bad Romance"                  | The Fame Monster                       |
| Lady Gaga       | "Alejandro"                    | The Fame Monster                       |
| Lady Gaga       | "Monster"                      | The Fame Monster                       |
| Lady Gaga       | "So Happy I Could Die"         | The Fame Monster                       |
| Little Boots    | "Remedy"                       | Hands                                  |
| Pixie Lott      | "Here We Go Again"             | Turn It Up                             |
| Pixie Lott      | "Rolling Stone"                | Turn It Up                             |
| Sean Kingston   | "Fire Burning"                 | Tomorrow                               |
| Sean Kingston   | "Power Of Money"               | Tomorrow                               |
| Space Cowboy    | "Just Play That Track"         | Digital Rock Star                      |
| Space Cowboy    | "Falling Down"                 | Digital Rock Star                      |
| Space Cowboy    | "I Came 2 Party"               | Digital Rock Star                      |
| Space Cowboy    | "Boyfriends Hate Me"           | Digital Rock Star                      |
| Space Cowboy    | "Party Like Animal"            | Digital Rock Star                      |
| Space Cowboy    | "I'ma Be Alright (Rent Money)" | Digital Rock Star                      |
| Various Artists | "Fashion" (Lady Gaga)          | Confessions of a Shopaholic Soundtrack |
| Various Artists | "Calling You" (Kat DeLuna)     | Confessions of a Shopaholic Soundtrack |
| Various Artists | "Unstoppable" (Kat DeLuna)     | Confessions of a Shopaholic Soundtrack |

### 2010
| Artista                  | Canción                                                       | Álbum                         |
| ------------------------ | ------------------------------------------------------------- | ----------------------------- |
| Alexandra Burke          | "Start Without You" (con Laza Morgan)                         | Overcome (Deluxe Edition)     |
| Alexandra Burke          | "What Happens On The Dancefloor" (con Cobra Starship)         | Overcome (Deluxe Edition)     |
| Artists for Haiti        | "We Are the World 25 for Haiti"                               | We Are the World 25 for Haiti |
| Cassie                   | "Let's Get Crazy"                                             | Electro Love                  |
| Colby O'Donis            | "I Wanna Touch You"                                           | TBD                           |
| Enrique Iglesias         | "I Like It"                                                   | Euphoria                      |
| Enrique Iglesias         | "One Day At A Time"                                           | Euphoria                      |
| Enrique Iglesias         | "Dirty Dancer"                                                | Euphoria                      |
| Enrique Iglesias         | "Why Not Me?"                                                 | Euphoria                      |
| Honorebel                | "Take U Away"                                                 | Club Scene                    |
| Kat DeLuna               | "Party O'Clock"                                               | Inside Out (EU Edition)       |
| Kat DeLuna               | "Oh Yeah (La La La)"                                          | Inside Out (EU Edition)       |
| Kat DeLuna               | "All In My Head"                                              | Inside Out (EU Edition)       |
| Kat DeLuna               | "Rock The House"                                              | Inside Out (EU Edition)       |
| Kat DeLuna               | "Calling You"                                                 | Inside Out (EU Edition)       |
| Kat DeLuna               | "Unstoppable" (feat. Lil Wayne)                               | Inside Out (EU Edition)       |
| Lil Jon                  | "Give It All U Got"                                           | Crunk Rock                    |
| Livvi Franc              | "Automatik"                                                   | Livvi Franc                   |
| Mary J. Blige            | "Whole Lotta Love"                                            | Stronger with Each Tear       |
| Mika                     | "Kick Ass"                                                    | Kick Ass OST                  |
| Mylène Farmer            | "Oui mais... non"                                             | Bleu Noir                     |
| Mylène Farmer            | "Lonely Lisa"                                                 | Bleu Noir                     |
| Nicole Scherzinger       | "Poison"                                                      | Killer Love                   |
| Orianthi                 | "Addicted to Love"                                            | Believe (II)                  |
| Quincy Jones             | "Sanford and Son" (con T.I., B.o.B, Prince Charlez & Mohombi) | Q Soul Bossa Nostra           |
| Selena Gomez & the Scene | "Summer's Not Hot"                                            | A Year Without Rain           |
| Sibel                    | "The Fall" (con Lazee)                                        | TBA                           |
| Sugababes                | "About a Girl"                                                | Sweet 7                       |
| The Bilz and Kashif      | "On The Dancefloor" (Interpolates Darin's "Girl Next Door")   | Breaking Barriers             |
| Usher                    | "More"                                                        | Raymond vs. Raymond           |

### 2011
| Artista            | Canción                                                | Álbum                              |
| ------------------ | ------------------------------------------------------ | ---------------------------------- |
| Alexey Vorobyov    | "Get You"                                              | TBD                                |
| Cher Lloyd         | "Over The Moon"                                        | Sticks + Stones                    |
| Cher Lloyd         | "Playa Boi"                                            | Sticks + Stones                    |
| Enrique Iglesias   | "I Like How It Feels" (Feat. Pitbull & The WAV.s)      | Euphoria Reloaded                  |
| Jason Derülo       | "Fight for You"                                        | Future History                     |
| Jennifer Lopez     | "On the Floor" (con Pitbull)                           | Love?                              |
| Jennifer Lopez     | "Papi"                                                 | Love?                              |
| Jennifer Lopez     | "Invading My Mind"                                     | Love?                              |
| Jennifer Lopez     | "Hypnotico" (Interpolates Tami Chynn's "Hypnotico")    | Love?                              |
| Jennifer Lopez     | "Charge Me Up"                                         | Love?                              |
| Kat DeLuna         | "Muevete Muevete (Ola Ola)"                            | Inside Out (Versión Internacional) |
| Kat DeLuna         | "Can You Love Me"                                      | Inside Out (Versión Japonesa)      |
| Kelly Rowland      | "Down for Whatever" (con The WAV.s)                    | Here I Am                          |
| KMC                | "Everybody Jump" (con Jamtech Foundation)              | TBD                                |
| Lady Gaga          | "Judas"                                                | Born This Way                      |
| Lady Gaga          | "Hair"                                                 | Born This Way                      |
| Lady Gaga          | "Scheiße"                                              | Born This Way                      |
| Lady Gaga          | "Highway Unicorn (Road to Love)"                       | Born This Way                      |
| Lionel Richie      | "All Night Long (2011 Mix)" (con Guy Sebastian)        | All Night Long (2011 Mix) - Single |
| Love Generation    | "Love Generation"                                      | TBD                                |
| Love Generation    | "Dance Alone"                                          | TBD                                |
| Midnight Red       | "One Club At A Time"                                   | One Club At A Time - EP            |
| Midnight Red       | "Step by Step“                                         | One Club At A Time - EP            |
| Mohombi            | "Bumpy Ride"                                           | MoveMeant (EU Edition)             |
| Mohombi            | "Dirty Situation" (con Akon)                           | MoveMeant (EU Edition)             |
| Mohombi            | "Coconut Tree" (con Nicole Scherzinger)                | MoveMeant (EU Edition)             |
| Mohombi            | "Love In America"                                      | MoveMeant (EU Edition)             |
| Mohombi            | "Miss Me" (con Nelly)                                  | MoveMeant (EU Edition)             |
| Mohombi            | "Sex Your Body"                                        | MoveMeant (EU Edition)             |
| Mohombi            | "Say Jambo"                                            | MoveMeant (EU Edition)             |
| Mohombi            | "Lovin"                                                | MoveMeant (EU Edition)             |
| Mohombi            | "Do Me Right"                                          | MoveMeant (EU Edition)             |
| Mohombi            | "Match Made In Heaven"                                 | MoveMeant (EU Edition)             |
| Mohombi            | "Maraca"                                               | MoveMeant (US Edition)             |
| Nayer              | "Suave (Kiss Me)" (con Pitbull & Mohombi)              |                                    |
| Nicole Scherzinger | "Poison"                                               | Killer Love                        |
| Nicole Scherzinger | "Killer Love"                                          | Killer Love                        |
| Nicole Scherzinger | "Say Yes"                                              | Killer Love                        |
| Nicole Scherzinger | "Club Banger Nation"                                   | Killer Love                        |
| Nicole Scherzinger | "Desperate"                                            | Killer Love                        |
| Nicole Scherzinger | "Everybody"                                            | Killer Love                        |
| NKOTBSB            | "All in My Head"                                       | NKOTBSB                            |
| One Direction      | "Save You Tonight"                                     | Up All Night                       |
| One Direction      | "Another World"                                        | Up All Night                       |
| Paulina Rubio      | "Me Gustas Tanto"                                      | Brava!                             |
| Paulina Rubio      | "All Around the World"                                 | Brava!                             |
| Paulina Rubio      | "Heat of the Night"                                    | Brava!                             |
| Pitbull            | "Rain Over Me" (con Marc Anthony)                      | Planet Pit                         |
| Porcelain Black    | "This Is What Rock N' Roll Looks Like" (con Lil Wayne) | Mannequin Factory                  |
| Porcelain Black    | "Naughty Naughty"                                      | Mannequin Factory                  |
| Taio Cruz          | "There She Goes" (con Pitbull)                         | TY.O                               |
| Various Artists    | "Tomorrow-Bokra"                                       | BOKRA                              |

### 2012
| Artista                 | Canción                                           | Álbum                       |
| ----------------------- | ------------------------------------------------- | --------------------------- |
| 7Lions                  | "Born 2 Run"                                      | Born 2 Run EP               |
| 7Lions                  | "Emergency"                                       | Born 2 Run EP               |
| 7Lions                  | "One More Time"                                   | Born 2 Run EP               |
| Akon                    | "Americas Most Wanted"                            | Stadium                     |
| Akon                    | "Let's Go Crazy"                                  | Stadium                     |
| Cali & El Dandee        | "No Hay 2 Sin 3 (Gol)" (con David Bisbal)         | 3 AM                        |
| Dhani Lennevald         | "Radio"                                           | TBD                         |
| Dhani Lennevald         | "Dancing on the moon"                             | TBD                         |
| One Direction           | "Another World"                                   | Up All Night                |
| One Direction           | "Save You Tonight"                                | Up All Night                |
| Destinee & Paris        | "Go Your Own Way"                                 | Heart Of Mine               |
| Destinee & Paris        | "Heart Of Mine"                                   | Heart Of Mine               |
| Destinee & Paris        | "It's Over"                                       | Heart Of Mine               |
| Destinee & Paris        | "Sweet Sarah"                                     | Heart Of Mine               |
| Dive Bella Dive         | "Jack The Ripper"                                 | TBD                         |
| Dive Bella Dive         | "Spend The Night Living"                          | TBD                         |
| Dolly Rockers           | "Merry Go Round"                                  | TBD                         |
| Dolly Rockers           | "Spin The Bottle"                                 | TBD                         |
| Dolly Rockers           | "Guns & Roses"                                    | TBD                         |
| Enrique Iglesias        | "Finally Found You" (con Sammy Adams)             | Reloaded                    |
| Eva Simons              | TBA                                               | Eva-Lution                  |
| Far East Movement       | "Live My Life" (con Justin Bieber)                | Dirty Bass                  |
| Jay-Z                   | TBA                                               | TBD                         |
| Havana Brown            | "City Of Darkness"                                | City Of Darkness - Single   |
| Havana Brown            | "We Run The Night" (con Pitbull)                  | When The Lights Go Out      |
| Havana Brown            | "Spread A Little Love"                            | When The Lights Go Out      |
| Havana Brown            | "You'll Be Mine"                                  | When The Lights Go Out      |
| Jada                    | "Model That Way"                                  | TBD                         |
| Jean-Roch               | "Name of Love" (con Pitbull & Nayer)              | Music Saved My Life         |
| Jennifer Lopez          | "Dance Again" (con Pitbull)                       | Dance Again: The Hits       |
| Kat DeLuna              | "Wanna See U Dance (La La La)"                    | Viva Out Loud               |
| K'naan                  | "Sound Of My Falling Heart"                       | Country, God, or the Girl   |
| Khaled                  | "Ana âacheck"                                     | C'est la vie                |
| Khaled                  | "C'est la vie"                                    | C'est la vie                |
| Khaled                  | "Dima Labess" (con Mazagan)                       | C'est la vie                |
| Khaled                  | "Encore Une Fois"                                 | C'est la vie                |
| Khaled                  | "Hiya Hiya" (con Pitbull)                         | C'est la vie                |
| Khaled                  | "Samira"                                          | C'est la vie                |
| Khaled                  | "Wili Wili"                                       | C'est la vie                |
| KMC                     | "Mash Up The Place" (con Jamtech Foundation)      | TBD                         |
| Leighton Meester        | "What Is Love"                                    | Love Is a Drug              |
| Leighton Meester        | "One More Night"                                  | Love Is a Drug              |
| Livvi Franc             | "One Night Stand"                                 | Livvi Franc                 |
| Livvi Franc             | "Under The Rug"                                   | Livvi Franc                 |
| Livvi Franc             | "Unleashed"                                       | Livvi Franc                 |
| Love Generation         | "Just a Little Bit"                               | Just A Little Bit - Single  |
| Midnight Red            | "Body Talk"                                       | TBA                         |
| Midnight Red            | "Hell Yeah!"                                      | TBA                         |
| Midnight Red            | "Rockstar Lover"                                  | TBA                         |
| Mohombi                 | "The World Is Dancing"                            | MoveMeant (UK Edition)      |
| Nicki Minaj             | "Starships"                                       | Pink Friday: Roman Reloaded |
| Nicki Minaj             | "Pound the Alarm"                                 | Pink Friday: Roman Reloaded |
| Nicki Minaj             | "Whip It "                                        | Pink Friday: Roman Reloaded |
| Nicki Minaj             | "Automatic"                                       | Pink Friday: Roman Reloaded |
| Marina and the Diamonds | "Radioactive"                                     | Electra Heart               |
| Paulina Rubio           | "Boys Will Be Boys"                               | Brava! Reload               |
| Paulina Rubio           | "Say The Word"                                    | Brava! Reload               |
| Paulina Rubio           | "Loud"                                            | Brava! Reload               |
| Porcelain Black         | "How Do You Love Someone?" (con Eminem)           | Mannequin Factory           |
| Porcelain Black         | "Living In Sin"                                   | Mannequin Factory           |
| Porcelain Black         | "Mannequin Factory"                               | Mannequin Factory           |
| Porcelain Black         | "Pretty Little Psycho"                            | Mannequin Factory           |
| Porcelain Black         | "Stealing Candy From a Baby"                      | Mannequin Factory           |
| Porcelain Black         | "Who's Next?"                                     | Mannequin Factory           |
| Porcelain Black         | "Swallow My Bullet"                               | Mannequin Factory           |
| Priyanka Chopra         | "In My City" (con Will.i.am)                      | TBA                         |
| RedOne                  | "Knockin' on Heaven's Door" (con Nabil Al-Khayat) | Chimes Of Freedom           |
| Rwapa Crew              | "Feels So Right"                                  | TBA                         |
| Rye Rye                 | "DNA" (con Porcelain Black)                       | Go! Pop! Bang!              |
| Sara Lumholdt           | "Good Things Shoudn't Stop"                       | TBD                         |
| Sara Lumholdt           | "Slam"                                            | TBD                         |
| Wayne Beckford          | "It Should Be Illegal"                            | TBD                         |
| Wayne Beckford          | "Where We At"                                     | TBD                         |
| Ying Yang Twins         | "Fist Pump Jump Jump"                             | TBD                         |
| Zander Bleck            | "Temptation"                                      | Monument                    |
| Zander Bleck            | "Sexy Life"                                       | Monument                    |
| Zander Bleck            | "Rendezvous"                                      | Monument                    |
| Zander Bleck            | "Morning"                                         | Monument                    |
| Zander Bleck            | "Take It Away"                                    | Monument                    |
| Zander Bleck            | "Find You Again"                                  | Monument                    |
| Zander Bleck            | "Last Dance"                                      | Monument                    |
| Zander Bleck            | "Beautiful Time"                                  | Monument                    |
| Zander Bleck            | "Dancing Around This Love"                        | Monument                    |
| Zander Bleck            | "Dirty Love Song"                                 | Monument                    |
| Zander Bleck            | "City Of Light"                                   | Monument                    |
| Zander Bleck            | "Stormy Seas"                                     | Monument                    |

### 2013
| Artista           | Canción                                        | Álbum                 |
| ----------------- | ---------------------------------------------- | --------------------- |
| Ahmed Chawki      | "Habibi I Love You" (con Pitbull)              | TBD                   |
| Ahmed Chawki      | "Ana Bahwak"                                   | TBD                   |
| Austin Mahone     | "What About Love"                              | The Secret            |
| Colette Carr      | "Who Do You Think You Are"                     | Skitszo               |
| Colette Carr      | "I Don't Wanna Go"                             | Skitszo               |
| Colette Carr      | "Told You So" (con Porcelain Black)            | Skitszo               |
| Colette Carr      | "Mes Amis (We Can Party)"                      | Skitszo               |
| DJ Pon-3          | "Don't Let Go"                                 | Diverse               |
| DJ Pon-3          | "Dub Flavours"                                 | Diverse               |
| DJ Pon-3          | "High On Sound                                 | Diverse               |
| DJ Pon-3          | "Kyo"                                          | Diverse               |
| DJ Pon-3          | "Mass Effect"                                  | Diverse               |
| DJ Pon-3          | "Turn It On"                                   | Diverse               |
| DJ Pon-3          | "Don't Worry"                                  | Diverse               |
| DJ Pon-3          | "Chill Night"                                  | Diverse               |
| DJ Pon-3          | "Somewhere In Equestria"                       | Diverse               |
| Dizzee Rascal     | "Arse Like That" (Feat. Sean Kingston)         | The Fifth             |
| Dizzee Rascal     | "Heart of a Warrior" (con Teddy Sky)           | The Fifth             |
| Dizzee Rascal     | "Love This Town" (con Teddy Sky)               | The Fifth             |
| Dizzee Rascal     | "We Don't Play Around" (con Jessie J)          | The Fifth             |
| Havana Brown      | "Flashing Lights"                              | Flashing Lights       |
| Jason Derulo      | "Love Before I Die"                            | Tattoos               |
| Jason Derulo      | "Stupid Love"                                  | Tattoos               |
| Jennifer Lopez    | "Live It Up" (Feat. Pitbull)                   | Live It Up - Sencillo |
| John Mamann       | "Laissons Les Rêver"                           | Love Life             |
| John Mamann       | "Love Life"                                    | Love Life             |
| Katia             | "Boom Sem Parar" (Feat. Wildboyz)              | TBD                   |
| Katy Tiz          | "Red Cup"                                      | Far Away              |
| Kika              | "Guess It's Alright"                           | Alive                 |
| Kika              | "Alive"                                        | Alive                 |
| Kika              | "Can't Feel Love Tonight" (Feat. Andreas Wijk) | Alive                 |
| Kika              | "Love Life" (Feat. John Mamann)                | Alive                 |
| KMC               | "My Island"                                    | TBD                   |
| Marc Anthony      | "Vivir Mi Vida" (Versión Pop)                  | 3.0                   |
| Midnight Red      | "Take Me Home"                                 | Midnight Red - EP     |
| Midnight Red      | "Miss Firestarter"                             | Midnight Red - EP     |
| Midnight Red      | "Where Did U Go?"                              | Midnight Red - EP     |
| Midnight Red      | "Nothing Lasts Forever"                        | Midnight Red - EP     |
| Porcelain Black   | "Mannequin Factory"                            | Mannequin Factory     |
| Porcelain Black   | "Mama Forgive Me"                              | Mannequin Factory     |
| Porcelain Black   | "One Woman Army"                               | Mannequin Factory     |
| Porcelain Black   | "Pretty Little Psycho"                         | Mannequin Factory     |
| Porcelain Black   | "Rich Boi"                                     | Mannequin Factory     |
| Priyanka Chopra   | "Exotic" (Feat. Pitbull)                       | TBD                   |
| Sean Kingston     | "Smoke Signals"                                | Back 2 Life           |
| The Dolly Rockers | "One More"                                     | One More - Sencillo   |
| Zander Bleck      | "Dirty Love Song"                              | Monument              |

### 2014
| Artista           | Canción                                                       | Álbum                |
| ----------------- | ------------------------------------------------------------- | -------------------- |
| Austin Mahone     | "Till I Find You"                                             | The Secret           |
| Austin Mahone     | "Next To You"                                                 | The Secret           |
| Austin Mahone     | "Secret"                                                      | The Secret           |
| Austin Mahone     | "Can't Fight This Love"                                       | The Secret           |
| Austin Mahone     | "The One I've Waited For"                                     | The Secret           |
| Austin Mahone     | "What About Love"                                             | The Secret           |
| Austin Mahone     | "Shadow (Acoustic)"                                           | The Secret           |
| Pitbull           | "We Are One (Ole Ola)" (con. Jennifer Lopez y Cláudia Leitte) | One Love, One Rhythm |
| Jennifer Lopez    | "Expertease (Ready Set Go)"                                   | A.K.A.               |
| Shakira           | "Medicine" (con. Blake Shelton)                               | Shakira              |
| Chawki            | "Come Alive" (con. RedOne)                                    | TBD                  |
| Chawki            | "It's My Life" (con. Dr. Alban)                               | TBD                  |
| Chawki            | "Time Of Our Lives"                                           | TBD                  |
| Isac Elliot       | "Baby I"                                                      | Follow Me            |
| Kátia Aveiro      | "Latina De Cuerpo Y Alma"                                     | TBA                  |
| Kenza Farah       | "Briser Les Chaines"                                          | KARiSMATIK           |
| Kenza Farah       | "Marseille Je T'aime"                                         | KARiSMATIK           |
| Kenza Farah       | "Mi Amor"                                                     | KARiSMATIK           |
| Kika              | "Vai Portugal!"                                               | Non-album single     |
| Magic System      | "Magic In The Air"(con. Chawki)                               | Africainement Votre  |
| Mohombi           | "Movin'" (con. Birdman, KMC y Caskey)                         | Universe             |
| Mohombi           | "Maraca"                                                      | Universe             |
| Molly Sandén      | "Freak"                                                       | TBA                  |
| Real Madrid       | "Hala Madrid y nada más" (con. RedOne)                        | Non-album single     |
| Sophia Del Carmen | "Lipstick" (con. Pitbull) [Interpolates "A-Ricky-Kee"]        | TBA                  |
| SuperMartXé       | "A-Ricky-Kee" (SuperMartXé vs. RedOne)                        | SuperMartXé - Single |
| Wayne Beckford    | "Too Many Girls"                                              | TBA                  |
| Zander Bleck      | "Morning"                                                     | Monument             |

### 2015
| Artista          | Canción                                  | Álbum           |
| ---------------- | ---------------------------------------- | --------------- |
| Enrique Iglesias | "Don't you need somebody"                | TBD             |
| The Band Perry   | "Live Forever"                           | Heart + Beat    |
| Emilie Esther    | "I N E S C A P A B L E"                  | R A R E         |
| Ericka Guitron   | "Nobody"                                 | TBD             |
| Prince Royce     | "Seal It With a Kiss"                    | Double Vision   |
| Roya             | "Lie"                                    | TBD             |
| Skylar Stecker   | "Bring Me To Life" (con Kalin and Myles) | This Is Me      |
| V6               | "Wait for You"                           | SUPER Very Best |

### 2016
| Artista      | Canción                            | Álbum  |
| ------------ | ---------------------------------- | ------ |
| Niña Pastori | "La Roja baila" (con Sergio Ramos) | —      |
| Lady Gaga    | "Angel Down"                       | Joanne |

### 2017
| Artista    | Canción              | Álbum |
| ---------- | -------------------- | ----- |
| Now United | "Summer In The City" | —     |

### 2018
| Artista        | Canción                                | Álbum          |
| -------------- | -------------------------------------- | -------------- |
| Roya           | "Bad"                                  |                |
| Sophie Beem    | "Blow" (con RedOne)                    |                |
| Álvaro Soler   | "La Cintura"                           | Mar de Colores |
| Mansionair     | "Violet City"                          |                |
| RedOne         | "One World" (con Adelina y Now United) |                |
| Now United     | "What Are We Waiting For"              |                |
| Now United     | "Who Would Think That Love?"           |                |
| Now United     | "All Day"                              |                |
| Now United     | "How We Do It" (con Badshah)           |                |
| Los Polinesios | "Festival”                             |                |
| Pitbull        | "Ocean To Ocean" (con Rhea)            |                |
| RedOne         | "#HappyBirthdaySidna" (con All Stars)  |                |

### 2019
| Artista       | Canción                                  | Álbum |
| ------------- | ---------------------------------------- | ----- |
| Guru Randhawa | "Slowly Slowly" (con Pitbull)            |       |
| RedOne        | We Love Africa (con Inna Modja y Aminux) |       |

### 2020
| Artista    | Canción          | Álbum |
| ---------- | ---------------- | ----- |
| Ava Max    | "Kings & Queens” |       |
| Now United | "Better"         |       |

### 2022
| Artista         | Canción                 | Álbum |  |
| --------------- | ----------------------- | ----- |  |
| Angelina Jordan | We The Best (Fifa Song) |       |  |

### Álbumes y canciones no lanzados
| Artista            | Canción                                                               | Álbum                     |
| ------------------ | --------------------------------------------------------------------- | ------------------------- |
| 7 Lions            | "Lose Ur Mind"                                                        | Born 2 Run - EP           |
| Alexandra Burke    | "If This Ain't Love"                                                  | Overcome (Deluxe Edition) |
| Claude Kelly       | "Love And Lust" (Demo para "Dance Again" de Jennifer Lopez)           | —                         |
| Esmée Denters      | "007 on You" (coescrita por Lady Gaga)                                | TBD                       |
| Enrique Iglesias   | "Infusion"                                                            | Euphoria                  |
| Iyaz               | "Fight For You" (luego versionado por Jason Derülo en Future History) | Usigned                   |
| Jennifer Lopez     | "Heat Of The Night" (luego versionado por Paulina Rubio en Brava!)    | Love?                     |
| Jennifer Lopez     | "This Must Be Love" (Versión original de Tami Chynn para Prima Donna) | Love?                     |
| Kat DeLuna         | "Pieces Of My Heart"                                                  | Inside Out (US Edition)   |
| Lindsay Lohan      | "Paranoid"                                                            | Spirit In The Dark        |
| Menudo             | "Echo"                                                                | Álbum cancelado           |
| Menudo             | "Forbidden Love"                                                      | Álbum cancelado           |
| Menudo             | "Hard To Be Faithful"                                                 | Álbum cancelado           |
| Menudo             | "I Would If I Could"                                                  | Álbum cancelado           |
| Menudo             | "Just Because"                                                        | Álbum cancelado           |
| Menudo             | "Obvious"                                                             | Álbum cancelado           |
| Menudo             | "She's Bad, She's Mine"                                               | Álbum cancelado           |
| Menudo             | "Summer Never Ends"                                                   | Álbum cancelado           |
| Menudo             | "Tarantula"                                                           | Álbum cancelado           |
| Menudo             | "Who U Run 2"                                                         | Álbum cancelado           |
| Mohombi            | "In Your Bed" (Interpolates Mohombi's "In Your Head")                 | MoveMeant (US Edition)    |
| Mohombi            | "Top Notch" (Usher Demo)                                              | MoveMeant (US Edition)    |
| Nicole Scherzinger | "Funky Town"                                                          | Killer Love               |
| Nicole Scherzinger | "Guns & Roses"                                                        | Killer Love               |
| Nicole Scherzinger | "The Beautiful People" (con Christina Aguilera)                       | Killer Love               |
| Nicole Scherzinger | "Wild Child"                                                          | Killer Love               |
| Paulina Rubio      | "The 1980s Party (con Wyclef Jean)"                                   | Brava! Reload             |
| Pixie Lott         | "Baby DJ"                                                             | Young Foolish Happy       |
| Shayne Ward        | "Brain Washed"                                                        | Obsession                 |
| Shayne Ward        | "Let's Do It"                                                         | Obsession                 |
| Shayne Ward        | "Love Being in Love"                                                  | Obsession                 |
| Tami Chynn         | "Frozen" (con Akon)                                                   | Prima Donna               |
| Tami Chynn         | "Watch Me Wine" (con Voicemail)                                       | Prima Donna               |
| Tami Chynn         | "We Don't Mess"                                                       | Prima Donna               |
| Tami Chynn         | "Hypnotico"                                                           | Prima Donna               |
| Tami Chynn         | "Killer Love Song"                                                    | Prima Donna               |
| Tami Chynn         | "You Are (Check This Out)"                                            | Prima Donna               |
| Tami Chynn         | "This Must Be Love"                                                   | Prima Donna               |
| Tami Chynn         | "Stay Close"                                                          | Prima Donna               |
| Tami Chynn         | "AyAyAy"                                                              | Prima Donna               |
| Tami Chynn         | "Eyes On Me"                                                          | Prima Donna               |
| Tami Chynn         | "Why Should I"                                                        | Prima Donna               |
| Tami Chynn         | "To The Floor"                                                        | Prima Donna               |
| Tami Chynn         | "Who Am I Fooling?"                                                   | Prima Donna               |
| Tami Chynn         | "To Be Continued..."                                                  | Prima Donna               |
| Usher              | "Rockband"                                                            | Raymond vs. Raymond       |
| Varsity Fanclub    | "Body Talk"                                                           | Varsity Fanclub           |
| Varsity Fanclub    | "Piece Of Me"                                                         | Varsity Fanclub           |
| Varsity Fanclub    | "We Will"                                                             | Varsity Fanclub           |
| Varsity Fanclub    | "Zero"                                                                | Varsity Fanclub           |

## Otros créditos de producción
- 2000: "Freak You Out" (Kinnda)
- 2005: "Money Love and Happiness" (Britney Spears) -Sin lanzamiento
- 2006: "Move It (FIFA 2006 RedOne Mix)" (Sophie)[32]
- 2008: "Unbroken" (Leeann Akers)
- 2008: "Fashion" (Heidi Montag) - (luego versionado por Lady Gaga para la banda sonora de Confessions of a Shopaholic)[33]
- 2009: "Better" (Demo by Claude Kelly)
- 2009: "No Choice" (Demo by Claude Kelly)
- 2009: "These Are the Signs" (Demo by Claude Kelly)
- 2009: "This Aint A Sad Song" (Demo by Claude Kelly)
- 2009: "Wanna Be Me" (Bloom)
- 2009: "Would If I Could" (Demo by Claude Kelly) - (Menudo Demo)
- 2010: "007 On You" (Esmée Denters) - (coescrita con Lady Gaga)
- 2010: "Better Than Love" (Demo by Makeba Riddick)
- 2010: "Heart Beat" (Demo by The Writing Camp)
- 2010: "Infusion" (Rob Allen)
- 2010: "Rockband" (Demo by Prince Charlez) - (Usher Demo)
- 2010: "Who's Playing Who" (Demo by Claude Kelly)
- 2013: "Gypsy" (Lady Gaga)
- 2014: "Luna Nueva". Himno conmemorativo de la consecución de la Décima Champions League o Copa de Europa por el Real Madrid C. F.
- 2022: "Dreamers" (BTS, FIFA Sound, Jung Kook). Música de la Copa Mundial de la FIFA Catar 2022.
- 2022: "Arhbo" (Ozuna, FIFA sound, Gims) Música de la Copa mundial Catar 2022

## Remixes
- 2004: Kevin Lyttle - "Turn Me On (Dance-Pop Remix)" (coproducido con Nely)
- 2005: Darin - "Step Up (RedOne Remix)" [con Jay Sean]
- 2006: Shakira - "Hips Don't Lie / Bamboo (2006 World Cup Mix)" [con Wyclef Jean][34]
- 2007: Christina Aguilera - "Candyman (RedOne Ultimix)"
- 2008: Robyn - "Handle Me (RedOne Remix)"[35]
- 2008: New Kids on the Block - "Summertime (RedOne Remix)" [con Jadakiss]
- 2008: New Kids on the Block - "Dirty Dancing (RedOne Mix)"
- 2008: The Clique Girlz - "Smile (RedOne Remix)"
- 2008: Lady Gaga - "Just Dance (RedOne Remix)" [con Kardinal Offishall]
- 2009: Enrique Iglesias - "Takin' Back My Love (Alternate Mix)" [featuring Sarah Connor]
- 2010: Livvi Franc - "Automatik (RedOne Extended Remix)"
- 2010: Alexandra Burke - "Start Without You (Extended Mix)" [featuring Laza Morgan]
- 2010: Far East Movement - "Like a G6 (RedOne Remix)" [con Mohombi, The Cataracs & DEV][36]
- 2010: Usher - "More (RedOne/Jimmy Joker Remix)"
- 2011: Havana Brown - "We Run the Night (US Radio Edit, Remix)" [con Pitbull]
- 2012: Porcelain Black - "Naughty Naughty (RedOne Extended Mix)"